# Heinrich Otto Christian Knauer
Heinrich Otto Christian Knauer (geboren 19. September 1719 in Hannover; gestorben 21. April 1781 in Göttingen) war ein deutscher Goldschmied.

## Leben

### Familie
Knauer war Mitglied der Familie Knauer und wurde in der vormaligen Residenzstadt des Kurfürstentums Braunschweig-Lüneburg während der Personalunion zwischen Großbritannien und Hannover geboren als Sohn des kurhannoverschen beziehungsweise fürstlichen Hofkonditors Georg David Knauer aus Kirchrode, der am 3. September 1693 die Catharina Margarethe Deichmann (geboren 1659 in Hannover), Witwe des Bürgers, Brauers, Krämers und Konditors (Zuckerbäcker) Gerhard Patje geheiratet hatte und somit mit der Familie von Christian Ludwig Albrecht Patje verwandt wurde.
Knauer heiratete die aus Braunschweig stammende Johanne Marie Zuckschwerd beziehungsweise Juliana Maria Zuckschwerdt (geboren 1709; gestorben im Alter von 77 Jahren am 2. Juli 1786, bestattet im Sprengel der Göttinger St.-Johannis-Kirche), Tochter des Braunschweiger Goldschmiedes Zacharias Ulrich Zuckschwerdt. Aus der Ehe gingen mindestens zwei Söhne hervor;
- August Johann Friedrich Knauer (getauft 2. April 1751 in der Kirche St. Johannis, Göttingen;[1] gestorben 1800)[5] studierte an der Universität Göttingen als Hörer unter anderem von Georg Christian Lichtenberg, wohnte 1764–1767 bei Knauer in der Paulinerstraße 3 und erhielt 1777 sein Diplom als Notar.[3] Er lebte anschließend in Einbeck als Advokat und Gerichtshalter.[5]
- Heinrich Ludewig Zacharias Knauer (geboren 22. Februar in Göttingen; gestorben 5. Juli 1801); dieser übernahm 1781 das väterliche Geschäft.[1]

### Werdegang
Nach einer Lehre als Gold- und Silberarbeiter übersiedelte Knauer in die Universitätsstadt Göttingen, in der er 1743 den Bürgereid ablegte und am 24. April desselben Jahres das dann jahrhundertelang bestehende Familienunternehmen Knauer begründete. Bei der Taufe seines älteren Sohnes wurde Knauer als „Universitäts-Goldschmied“ bezeichnet.
In der Gemeinheitsgilde wurde Knauer am 14. Juli 1766 als Eltester der Göttinger Gold- und Silberarbeiter verzeichnet. 1768 sandte er einen Entwurf eines Amtsbriefes ein. Das Schoßregister verzeichnete Knauer 1780/81.

## Bekannte Werke (Auswahl)
Zu den Schöpfungen Knauers zählen insbesondere Geschirre, Essbestecke und Tischleuchter, von denen sich ein Teil in Privatbesitz erhalten hat. Seine Stilrichtungen umfassten das Rokoko sowie den frühen – englisch geprägten – Klassizismus, aber auch schlichter gehaltene Gebrauchsteile.
Bekannt waren in den 1980er Jahren unter anderem:
- Oblatendose in der Johanniskirche in Göttingen; Lötigkeitsziffer 12;[1]
- Eßlöffen im Kloster Isenhagen;[1]
- ein Paar Tischleuchter im Rokoko-Stil; Schloss Friedrichshof, Kronberg im Taunus;[1]
- großer Bowlenlöffel auf der Hämelschenburg;[1]
- Esslöffel mit Rippe, bezeichnet „S v K“; Hämelschenburg[1]
- Rokoko-Tischglocke im Privatbesitz des Göttinger Juweliers Knauer[1]